# Voralpenweg (Österreich)

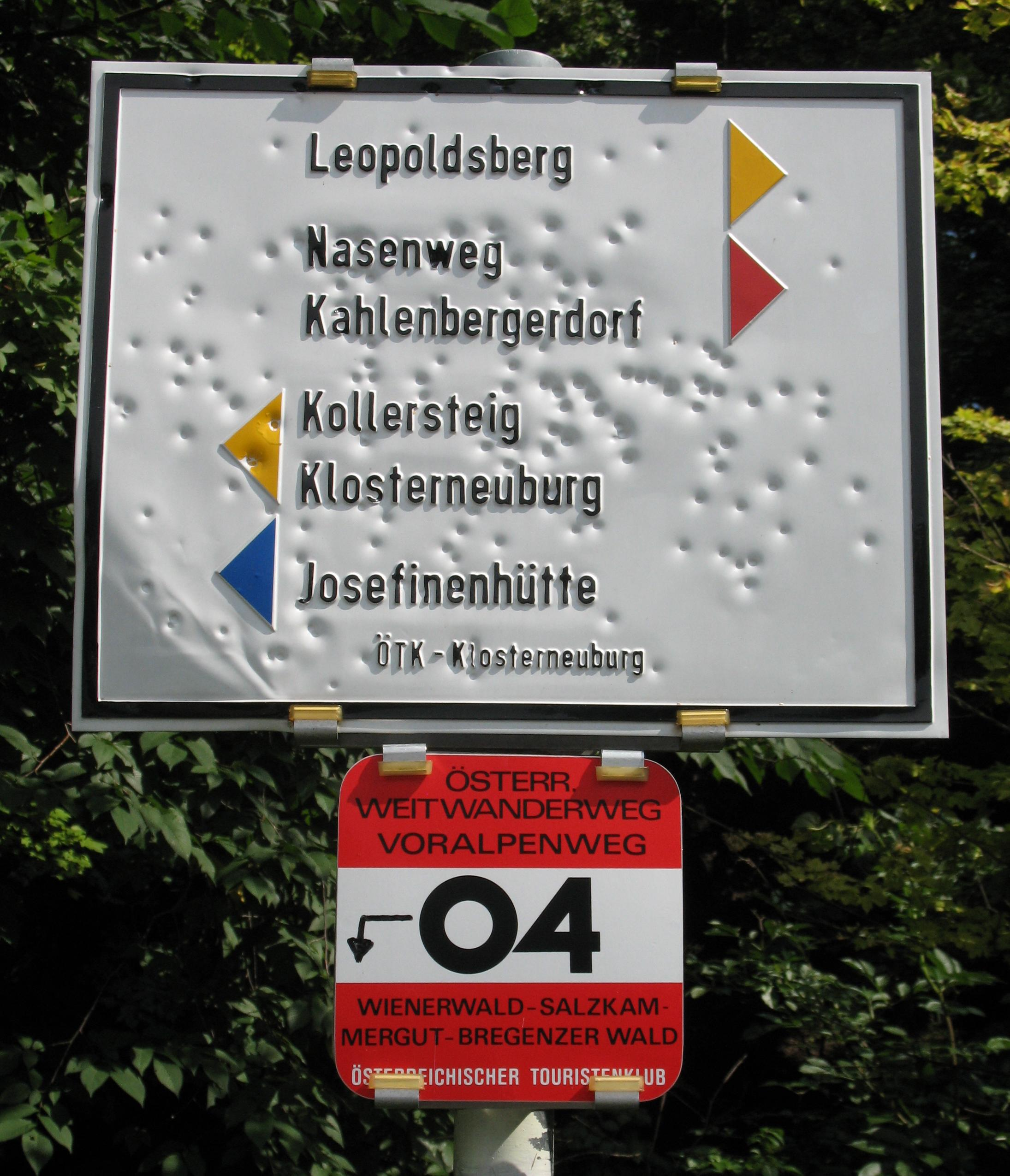
ÖTK-Schild auf dem Leopoldsberg

Der Voralpenweg (auch Österreichischer Weitwanderweg 04) in Österreich ist ein Weitwanderweg von Wien nach Salzburg mit Anschluss an den Maximiliansweg in Bayern, der weiterhin in vergleichbarem Gelände an den Bodensee geht: Meist deutlich unter 2000 m führt er an der Nordflanke der Alpen durch hügelige bis leicht felsige Landschaft.

## Verlauf
Der Voralpenweg führt vom Kahlenberg bei Wien bzw. von der Hyrtlgasse in Perchtoldsdorf bei Wien über zwei verschiedene Wege nach Wilhelmsburg und von dort auf einem Weg zum Domplatz in Salzburg. Zwischen der südlichen Route zwischen Wien und Wilhelmsburg und der gemeinsamen Route zwischen Wilhelmsburg und Salzburg gibt es einen weiteren Weg, der südlich von Wilhelmsburg vorbei nach Gresten geht, 04A, die Tormäuervariante. Auch ein Abstecher zum Schöpfl ist mit 04 beschildert.

## Markierung

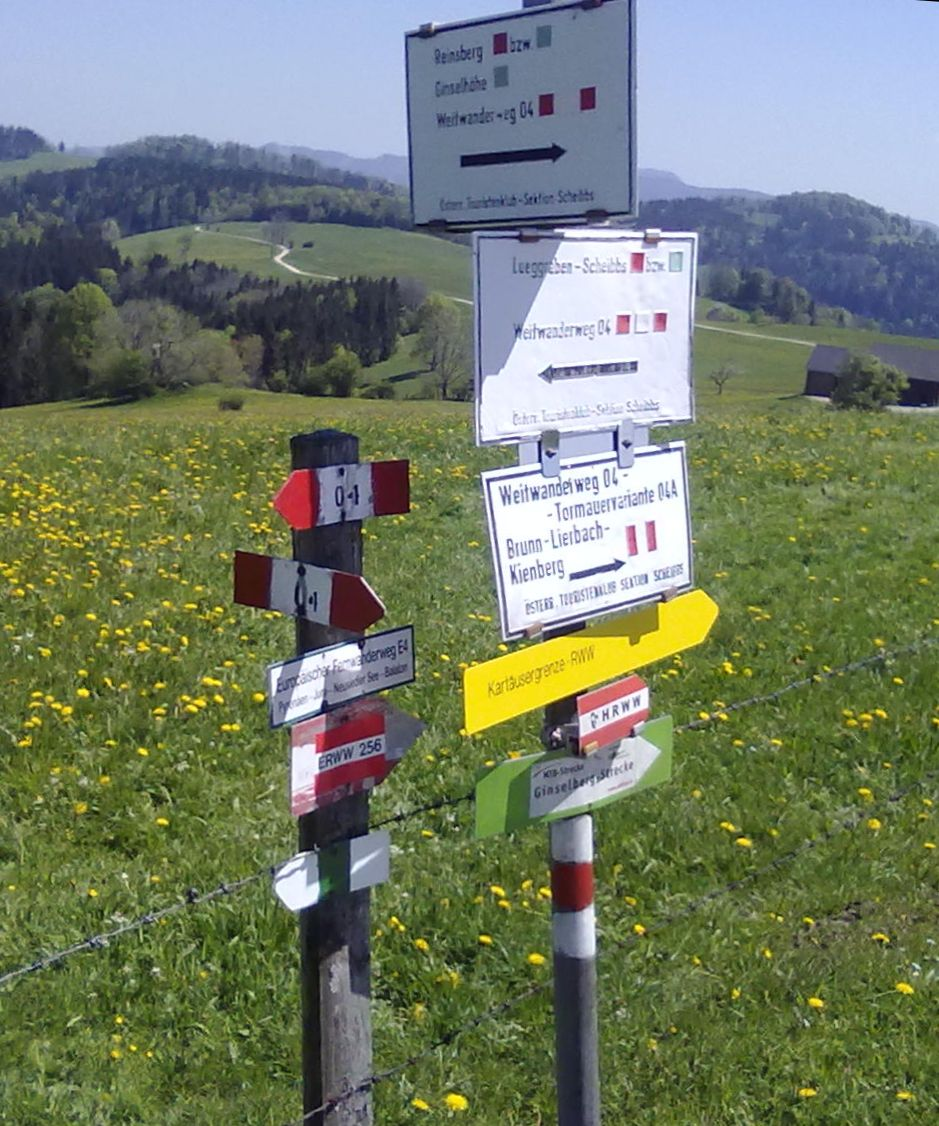
Wegweiser am Voralpenweg bei Gresten

Der Weg ist prinzipiell gut beschildert. Verläuft der Weg zusammen mit anderen Wanderwegen, ist der Voralpenweg selten (z. B. 422, 420) oder sehr selten (651/652) beschriftet. In Städten ist er ebenfalls kaum beschildert, er geht aber meistens beim Zentrum und beim Bahnhof vorbei (z. B. Waidhofen an der Ybbs). Teilstrecken des Voralpenweges sind mit 204, 404, 604 oder 804 bezeichnet (z. B. Wilhelmsburg-Klosterneuburg: 404).
In Molln ist der Voralpenweg über den Rinnende Mauer Naturlehrpfad geführt, der nach einer mehrjährigen Sperre wegen Steinschlaggefahr vom Österreichischen Alpenverein gesichert wurde und wieder begehbar ist.
Der Verlauf des Voralpenwegs wird durch den Österreichischen Alpenverein festgelegt, Ansprechpartner und Auskunftsstelle ist dessen Sektion Weitwanderer. Dort kann nach Begehung des Weges auch ein Abzeichen bezogen werden.

## Europäischer Fernwanderweg E4
Der Voralpenweg in Österreich und der Maximilianweg in Deutschland sind beide Teilstücke des Europäischen Fernwanderwegs E4 (Pyrenäen – Jura – Balaton). Eine alpine Variante des E4 in Österreich verläuft hingegen entlang des Nordalpenwegs.